# Pulsatilla montana
Pulsatilla montana is een overblijvende plant uit de ranonkelfamilie (Ranunculaceae) die van nature voorkomt in Frankrijk en Spanje.

## Naamgeving enetymologie
- Synoniemen: Anemone montana Hoppe
- Frans: Pulsatille des montagnes
- Duits: Berg-Küchenschelle
- Engels: Mountain Pasque-flower

De botanische naam Pulsatilla is afgeleid van het Latijnse pulsare (slaan, zwaaien). Naargelang de bron zou dit slaan op de op een klok lijkende bloemen of op de zaden, die door windstoten worden verspreid. De soortaanduiding montana komt van het Latijnse montanus (bergachtig).

## Kenmerken
Pulsatilla montana is een polvormende, overblijvende, kruidachtige planten, met rechtop staande wortelstokken en een tot 20 cm hoge, rechte, onvertakte stengel. Tijdens de bloei vormt zich een basaal bladrozet van langgesteelde, fijnverdeelde, dubbelgeveerde bladeren met spitse bladslippen, smaller dan die van de zustersoort P. halleri. Hogerop de stengel bevinden zich drie zeer diep ingesneden stengelbladeren met lijnvormige slippen. Zowel bladeren als stengels zijn bezet met lange, zilvergrijze haren..
De bloemen zijn groot, alleenstaand aan het einde van de bloemstengel, steeds knikkend, zonder schutbladen. De bloemen zijn radiaal symmetrisch, klokvormig tot uitgespreid, met meestal zes donkerblauwe tot donkerviolette, kroonbladachtige kelkbladen, waarvan de toppen niet teruggeslagen zijn, aan de buitenzijde zilverachtig behaard. Er zijn geen echte kroonbladen. De bloem bezit talrijke geel of paars gekleurde vruchtbare meeldraden en meestal ook schijfvormige staminodiën of onvruchtbare meeldraden. Er zijn talrijke, losse vruchtbeginsels met elk een zaadknop en een lange, veervormige stijl.
De plant bloeit van april tot mei.

## Habitaten verspreiding
Pulsatilla montana groeit voornamelijk in graslanden en lichte bossen op kalkrijke bodems tot op 2100 m hoogte.
De plant heeft een verspreidingsgebied van de zuidelijke en zuidwestelijke Alpen over de Karpaten tot in de Balkan.

## Verwante en gelijkende soorten
Pulsatilla montana is moeilijk van andere, roodgekleurde Pulsatilla-soorten te onderscheiden. De plant is over het algemeen hoger dan het wildemanskruid (P. vulgaris) en heeft donkerder bloemen. De bladeren zijn zeer fijn verdeeld, fijner dan die van P. vulgaris en P. halleri. De bloemen zijn steeds knikkend en de kelkbladen hebben geen teruggeslagen top, zoals bij P. pratensis; de bloemen zijn eerder blauwachtig dan de nog donkerrode bloemen van P. rubra, die tevens enkel op zure grond voorkomt.
... · P. alpina (Alpenanemoon) · P. a. subsp. alpina · P. a. subsp. apiifolia (Gele alpenanemoon) · P. a. subsp. austriaca (Oostenrijkse alpenanemoon) · P. a. subsp. austroalpina · P. a. subsp. cantabrica · P. a. subsp. cyrnea · P. a. subsp. font-queri · P. a. subsp. millefoliata · P. a. subsp. schneebergensis · P. halleri · P. montana · P. pratensis · P. p. subsp. pratensis · P. p. subsp. bohemica · P. p. subsp. hungarica · P. p. subsp. nigricans · P. rubra · P. r. subsp. rubra var. serotina · P. vernalis (Lenteanemoon) · P. vulgaris (Wildemanskruid) · ...